# ناوشکن واکاتسوکی
ناوشکن واکاتسوکی (به انگلیسی: Japanese destroyer Wakatsuki) یک کشتی بود که طول آن ۱۳۴٫۲ متر (۴۴۰ فوت ۳ اینچ) بود. این کشتی در سال ۱۹۴۲ ساخته شد.